# On demand (informatica)
Per on demand o su richiesta, nel campo dell'informatica aziendale, si intende l'accesso alle risorse informatiche solo quando necessario, eventualmente pagando le stesse in base all'utilizzo e non in base a un canone fisso, o acquistando una licenza una tantum.
L'obiettivo è quello di distribuire meglio l'utilizzo delle risorse all'interno dell'azienda, ottimizzando i costi. Nelle aziende, infatti, si fa oggi un uso abbastanza pesante dell'informatica, ma ogni singola risorsa è spesso utilizzata solo per un tempo limitato e, comunque, il carico di lavoro non è uniforme. Pagando la risorsa in base all'utilizzo, come si fa nelle abitazioni con la luce o l'acqua, si riducono fortemente i costi aziendali. Inoltre, adottando in contemporanea la tecnica della virtualizzazione, si possono acquisire meno risorse mantenendo inalterata la capacità funzionale del sistema.
L'on demand è stato introdotto dalla IBM nel 2004, sulla falsariga del concetto di utilities, ovvero luce, acqua e gas, che appunto sono un esempio di costo a consumo, modificando così il paradigma del costo per licenza fino a quel momento usato nel mercato del software. A partire dal 2005 è stato applicato anche da altre aziende di informatica, soprattutto nel campo del software, ed è oggi utilizzato da milioni di aziende nel mondo.

## Il video on-demand
Il Video on demand è un servizio interattivo della TV di ultima generazione che permette di guardare un programma su richiesta in qualsiasi momento. Il servizio è interattivo proprio perché è lo spettatore che si può creare un palinsesto altamente personalizzato. 
La scelta dei programmi e dei contenuti da richiedere è limitata dalle registrazioni a disposizione dell'emittente se si tratta di TV che trasmettono in digitale terrestre o satellitare, o del portale web se si tratta di TV connesse via internet. Questa ultima soluzione può essere tramite IP-TV o dispositivi mobili.
La TV on demand è più facilmente realizzabile su reti della televisione via cavo o di internet in quanto prevede una connessione punto-punto bidirezionale tra l'Internet Provider TV e l'utente. Nel caso in cui tale servizio venga trasmesso tramite connessione Internet, è necessaria una connessione a banda larga (ad esempio: fibra ottica o ADSL).